# Rhizorhagium antarcticum
Rhizorhagium antarcticum is een hydroïdpoliep uit de familie Bougainvilliidae. De poliep komt uit het geslacht Rhizorhagium. Rhizorhagium antarcticum werd in 1907 voor het eerst wetenschappelijk beschreven door Hickson & Gravely. 